# Albor Tholus
L'Albor Tholus è una struttura geologica della superficie di Marte.